# Teófilo Otoni (tiểu vùng)
Teófilo Otoni là một tiểu vùng thuộc bang Minas Gerais, Brasil. Tiều vùng này có diện tích 11609 km², dân số năm 2007 là 260256 người.